# 클린트 버제이키언
클린트 버제이키언(영어: Clint Bajakian, 1962년 ~ )은 미국의 게임 음악 작곡가이다. 90년대 초부터 루카스아츠에서 일하며 스타워즈, 인디아나 존스 등 다양한 게임의 사운드 아티스트로 참여했다.